# Parafia Matki Bożej Anielskiej w Nowej Wsi
Parafia Matki Bożej Anielskiej w Nowej Wsi – parafia rzymskokatolicka, znajdująca się w diecezji tarnowskiej, w dekanacie Krynica-Zdrój.

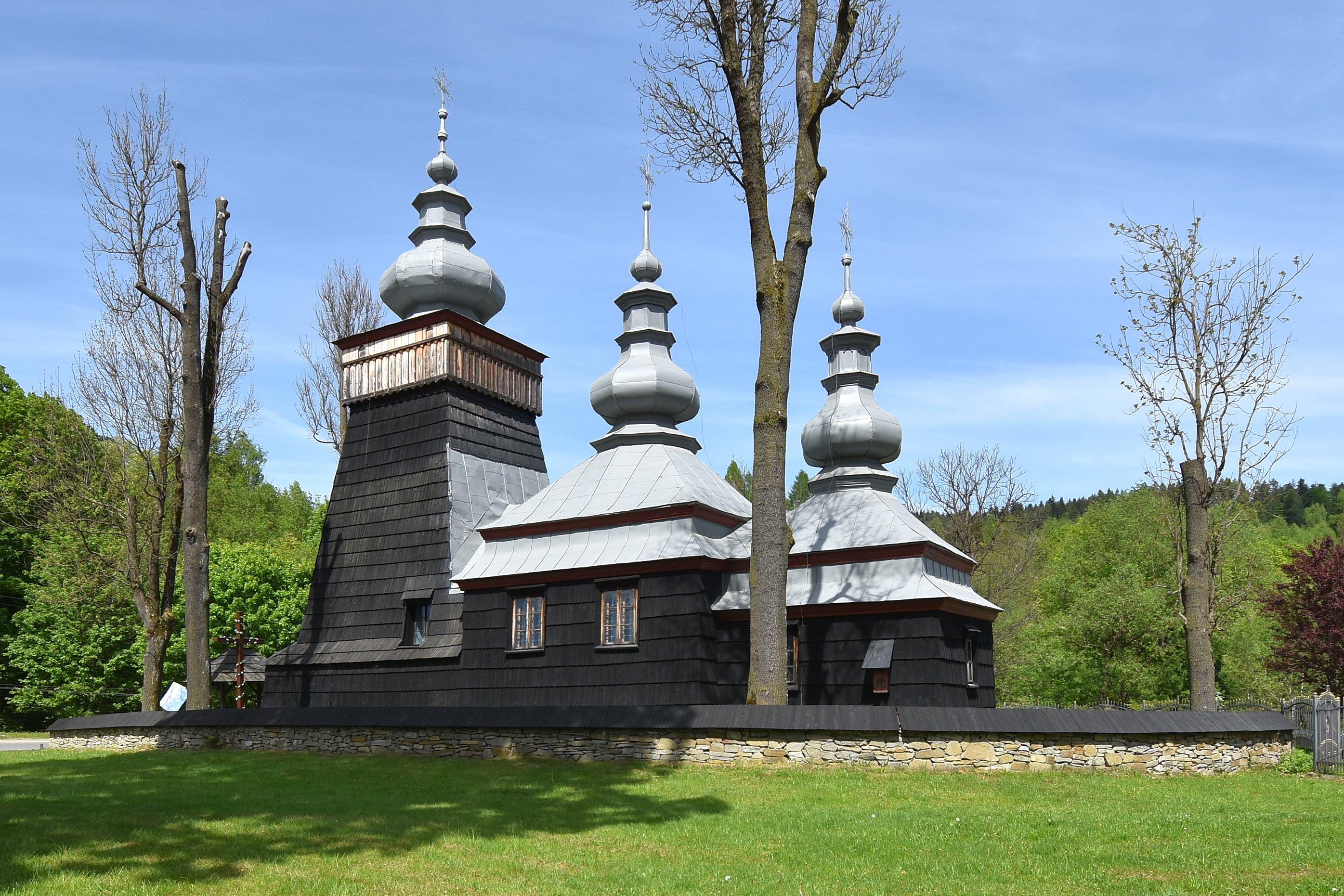
Łosie, kościół filialny w dawnej cerkwi
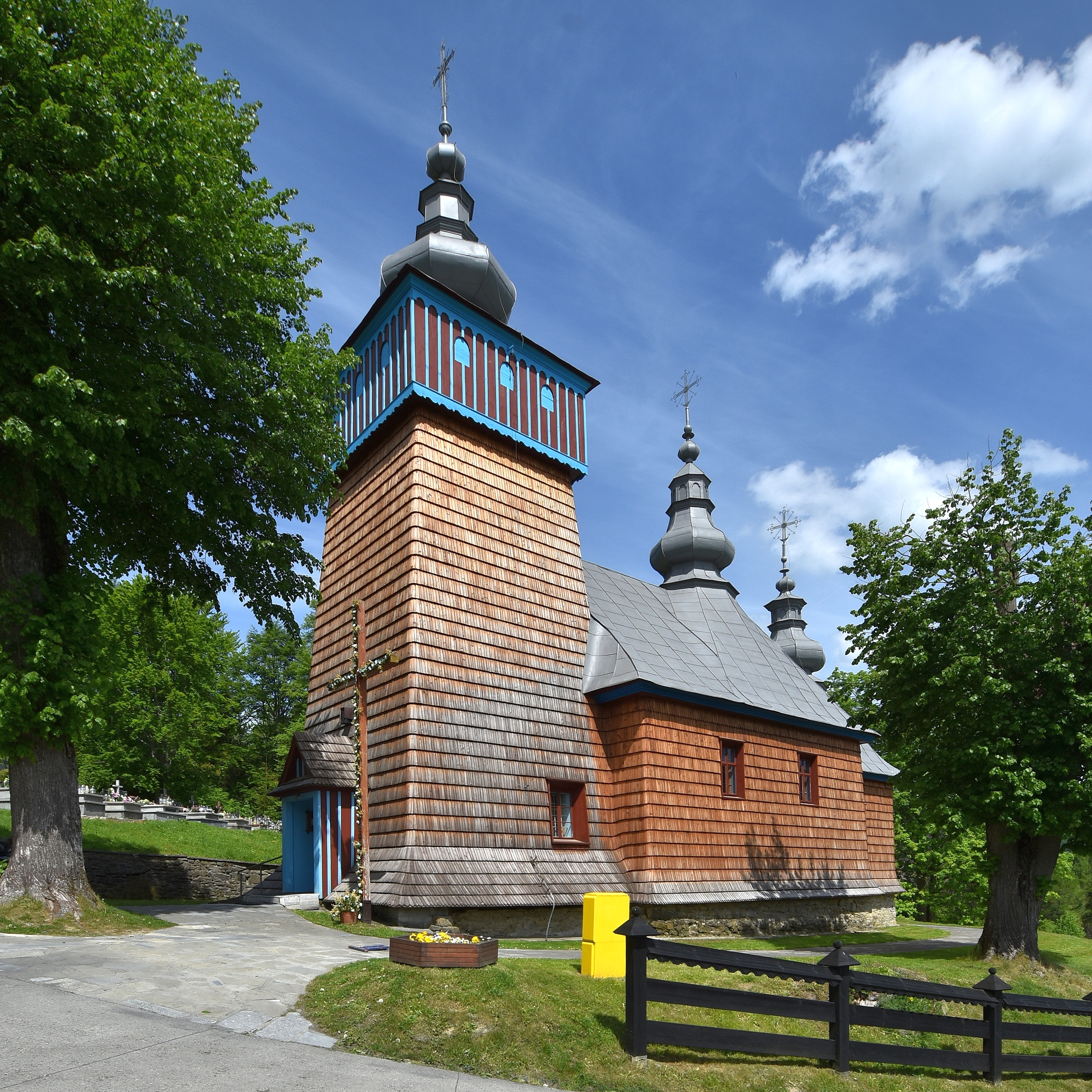
Roztoka Wielka, kościół filialny w dawnej cerkwi